# Vlag van Chuquisaca

Vlag van Chuquisaca

De vlag van Chuquisaca toont een rood Bourgondisch kruis op een wit veld met een gele kroon in her midden, gelijkwaardig aan de vlag van de Lage Landen ten tijde van keizer Karel V. De vlag is gebaseerd op de banier van het Spaanse koloniale juridische district Charcas, dat ongeveer het gebied van het huidige Bolivia omvatte.